# Simon the Sorcerer 3D
Simon the Sorcerer 3D is een avonturenspel ontwikkeld door Adventure Soft in 2002. Het is het derde spel uit de Simon the Sorcerer-reeks. Het spel is enkel beschikbaar voor Microsoft Windows.
Initieel zou het spel zich in een klassieke 2D-wereld afspelen. Echter, in 2002 was deze techniek achterhaald en wilde geen enkele uitgever het spel op de markt brengen.. Daarom besliste men om het spel op te waarderen naar een 3-D wereld. Omdat het project hierdoor vertraging opliep, duurde het bijna twee jaar alvorens het spel effectief op de markt kwam. Hierdoor was de resolutie van het spel al achterhaald, waardoor het spel hierop een lage rating kreeg. Volgens Adventure Soft zou het spel minstens 40 speeluren in beslag nemen en zijn er meer dan 10.000 ingesproken zinnen.
Brian Bowles keerde terug als stemacteur voor het personage Simon.

## Verhaal
Op het einde van Simon the Sorcerer II: The Lion, the Wizard and the Wardrobe diende Simon via een magische kleerkast terug te keren naar zijn eigen dimensie. Dit liep niet zoals gepland waardoor de geest van Simon werd gescheiden van zijn lichaam. De intro van dit spel legt uit hoe zijn geest terug werd verbonden met zijn lichaam.
Tijdens het spel dient Simon naar de stad Poliganis te gaan en daar Calypso op te zoeken. Onderweg ontmoet hij Melissa Leg. Zij was degene die het lichaam van Simon kon redden. Ze eist nu een wederdienst: Simon dient de Swampling te vinden en te achterhalen wat zijn bedoelingen zijn. Daar komt Simon onder andere te weten hoe het universum waarin hij zich bevindt ontstond.

## Personages
Verschillende personages uit de vorige twee delen keren terug, zoals Calypso, de Swampling, Goudlokje, Sordid, Runt en de demonen.
Verder zijn er heel wat nieuwe personages, veelal gebaseerd op bestaande al dan niet fictieve figuren, zoals: Fairy Godmother, Judas, Bumpkin (een van de pony's die de Hobbits gebruiken in In de Ban van de Ring om naar Breeg te reizen), The Hole Man, de knappe sprookjesprins, Coneman the Barabrain (een parodie van Conan the Barbarian), the Lord of the Pizza (een parodie van Sauron) en Grandulf (een parodie van Gandalf).